# Heteroscada perpuncta
Heteroscada perpuncta är en fjärilsart som beskrevs av William James Kaye 1918. Heteroscada perpuncta ingår i släktet Heteroscada och familjen praktfjärilar. Inga underarter finns listade i Catalogue of Life.